# 目片信
目片 信（めかた まこと、1941年（昭和16年）11月1日 - 2020年（令和2年）12月8日）は、日本の政治家。大津市長（2期）、衆議院議員（1期）、滋賀県議会議員（2期）などを歴任した。
市長在任中に志賀町との合併を果たした。栗東新駅問題には反対の立場をとった。二級建築士。

## 来歴
滋賀県大津市で生まれ育つ。同市北大路在住。実母を生まれてすぐに亡くし、「育ててくれた母とか『母』と名のつく人が、3・4人」いたという。1960年3月、比叡山高等学校卒業。同年、父・目片四郎が経営する目片工務店へ入社し、1965年に専務となる。1986年5月1日、父に代わって代表取締役社長へ就任。1991年3月28日からは妻の目片淑子に社長職を譲り、相談役となった。2、30代の頃は地域で青年団活動をしていた。
1991年4月に滋賀県議会議員に初当選し、1995年4月に再選。

### 衆議院議員
1996年に第41回衆議院議員総選挙で、滋賀県第1区から自由民主党公認で立候補。新進党の川端達夫に敗れるも、比例復活で初当選した。
2000年の第42回衆議院議員総選挙では、滋賀県では自民が2議席を取り、目片も各種団体からの強力な集票作戦を取ったが、民主党の川端達夫に1万2000票の差で敗れた。
2003年の第43回衆議院議員総選挙で選挙区を上野賢一郎に譲り、2004年の大津市長選への出馬意欲を示した。目片は市長選の準備を始めたが、上野への応援に熱心でないと非難も受けた。
衆議院議員時代に自民党滋賀県連会長を務めた。派閥は旧小渕派に属した。

### 大津市長選挙に初当選
2004年の大津市長選挙において、「決断と実行」「改革と継続」を掲げ、市役所の移転などを公約とした。目片は市議会最大会派の政新会の他、150以上の団体・企業の推薦を受けた。また、目片は総選挙直前に、民主党系の元議員が副理事を務める、NPO法人「市民協働」の副理事長に就任し、非自民層の支持も集める作戦に出た。目片は28,766票を獲得し、八幡和郎らを破り2004年1月26日に第22代大津市長に就任した。
目片は、一期目の最も印象残った施策を旧志賀町との合併としているが、当初は合併に消極的だった。旧志賀町では大型産業廃棄物焼却施設の建設が住民の反対運動なので問題となっており、合併は問題の解決後にすることを主張していた。しかし、2005年12月に合併と産廃施設の受け入れることを表明し、2006年3月25日に合併に調印した。目片は合併に伴って市民が23,000人増え、湖西道路が無料化されたことを自らの実績としている。
滋賀県で大きな議論となった南びわ湖駅の建設問題では、反対の立場をとっていた。2004年1月に東海道新幹線びわこ栗東駅設置促進協議会から脱退することを表明し、建設費の負担を否定し、「祝い金程度なら市の財政状況を踏まえた上で用意したい」と述べていた。目片は行財政改革を取り組む中で市が建設費を負担することが市民の理解を選れないと判断し、建設されても大津市民が利用する見込みがないことを主張した。新駅の凍結を掲げる嘉田知事に対しても建設費支出を拒否して支援をした。新駅は2007年に凍結され、目片は「市民主体の立場から本市独自の主張を貫くことができた」と主張している。
就任以来、老朽化した大津市役所を浜大津に移転し、市街地を活性化することを主張してきた。浜大津の移転予定地は県有地で、協力的な国松善次知事と協議を進めた。浜大津移転に反対する市民団体「市庁舎の移転先を考える市民の会」が応援した嘉田由紀子が、2006年に滋賀県知事に当選したが、目片は「新知事は冷静に判断されるはずだ」と語った。
建設が中止されている大戸川ダムの建設を主張している。嘉田知事がダム建設の凍結方針を示したことに対して、2006年8月2日に、大津市単独でも国に要望を出すことを示した。同月に国土交通省が、淀川水系河川整備計画の原案に「穴あきダム」の復活を盛り込んだことを歓迎した。
2005年8月2日の定例記者会見で、教科書問題についてあくまで個人の考えとして意見を述べた。目片は扶桑社の新しい歴史教科書を、「現実的に適した教科書」「選ばれてもおかしくない教科書」と評価した。これに対して全日本教職員組合が、目片や市教育委員会に発言の撤回を要請することを呼びかけた。
2007年3月に、市内で突然意識を失い、脳の血流障害の疑いがあるとして大津市民病院に入院した。同年5月に公務復帰し、医師の勧めで禁煙禁酒を誓ったが、まもなく庁舎内で煙草を吸う姿が目撃された。この報道後、目片は「ちょっとふかした程度」だと反論し、それ以後は煙草吸っていないと話したが、2010年時点で1日40本のたばこを吸っていた。
2008年の滋賀県知事選挙の候補にも名前が挙がったがこれを否定。出馬することはなかった。

### 市長二期目
2007年9月10日の市議会で、2008年の市長選に立候補して再選を目指すことを正式表明。市長選には、他に共産党推薦の井上敏一、民主党・社民党推薦の黄瀬紀美子が出馬した。目片は自身を「市民党」と位置づけて各政党に推薦を要請し、市議会最大会派で自民党系の「大志会」と公明党議員団の支持を得た。自民党、公明党の県連も目片の推薦を表明し、これに加えて約420の推薦団体が組織的に目片を支援した。2007年の参議院選挙で自民党を中心とした与党は敗北しており、目片も「過去5回の選挙で一番苦しい」と語ったが、目片は現職としての知名度・実績をアピールし、少子高齢化や地震への対策を主張し、2008年1月20日に執行された市長選挙で黄瀬候補を約3,600票差で下して再選を果たした。
2008年2月、道路特定財源の堅持を求める滋賀県総決起大会の発起人となる。「県民が望む必要な道路整備を促進するため」に暫定税率の堅持を主張した。
3月2日に風邪気味で大津市民病院で診察を受けた後、肺炎と診断されて再び緊急入院した。その後、集中治療室で治療を受けており、市議会にも欠席した。同月25日に退院して自宅療養を続け、31日から公務に復帰した。
2009年4月1日に大津市を特例市から中核市に移行することを選挙公約としていた。2008年4月30日に嘉田知事に同意を申し入れ、7月23日に嘉田知事から同意書を受け取った。公約通り翌年4月に大津市は中核市に移行した。
8月7日に、大戸川ダムの建設について、県が独自に洪水対策をした場合に工事費が余計にかかることを指摘し、「対話どころじゃない、全然聞く耳を持たない」と知事の「対話不足」を非難した。12月15日にも県議会にダム建設中止意見案を提出した嘉田知事に対して、説明を求める緊急要請を行った。
2009年2月16日に太ももの静脈に血栓が詰まる「深部静脈血栓症」となり、大津市民病院に入院。17日に手術を行い、その後25日に退院した。
2011年4月の滋賀県議会議員選挙に息子の目片信悟が無所属で立候補し初当選した。
2012年1月22日に投開票が行われた大津市長選挙に3選を目指し立候補（自民党、公明党推薦）するも、新人の越直美（民主党、社民党推薦）に敗れた。

### 晩年
2017年4月29日付の春の叙勲で、旭日中綬章を受章。
2020年12月8日、肺炎のため大津市の病院で死去。79歳没。

## 人物像
- 趣味はゴルフ、クラシックの鑑賞、犬の散歩[3][54]。座右の銘は「陰徳あれば必ず陽報あり」[54]。義母、妻、長男夫婦、孫3人の四世代で暮らす[2][55]。田中角栄を尊敬しており、「苦労して頂点に立ち、庶民の気持ちがよく分かるバイタリティーにあふれた人だった」と語っている。[55]
- 2010年時点で1日40本のたばこを吸っていた。同8月末に市長室の隣に138万円かけて作られた喫煙室が、事実上の市長専用であると市議会で批判されたこともあった[30]。

## 主な役職
- 滋賀県市長会 会長[56]
- （財）滋賀県防犯協会 会長[57]
- （社）滋賀県防犯協会 会長[58]
- （財）大津市公園緑地協会 理事長[59]
- （財）滋賀県市町村振興協会 理事長[60]
- 全大津野球団 顧問[61]
- 京阪電車を愛する会 顧問[62]
- 琵琶湖治水会 会長[63]